# Marko Strahija
Marko Strahija (ur. 28 maja 1975 w Zagrzebiu) – chorwacki pływak specjalizujący się w stylu grzbietowym, trzykrotny uczestnik letnich igrzysk olimpijskich (Atlanta, Sydney, Pekin).

## Przebieg kariery
W zawodach międzynarodowych zadebiutował w 1993 roku, biorąc udział w mistrzostwach świata na basenie 25-metrowym, wtedy to został członkiem chorwackiej ekipy, która wystąpiła w konkurencji 4 × 100 m st. dowolnym i zajęła 6. pozycję. Rok później został uczestnikiem pływackich mistrzostw świata w Rzymie, gdzie wystąpił w konkurencjach 100 i 200 m st. grzbietowym – zajął w nich odpowiednio 26. i 23. pozycję.
W ramach igrzysk olimpijskich w Atlancie wystąpił w dwóch konkurencjach. W konkurencji 200 m st. grzbietowym zajął 11. pozycję z czasem 2:01,84, natomiast w rywalizacji sztafet 4 × 200 m st. dowolnym chorwacki zespół z jego udziałem zajął 13. pozycję z rezultatem czasowym 7:43,69.
W 1997 zajął 5. pozycję na mistrzostwach Europy w konkurencji 200 m st. grzbietowym, gdzie uzyskał czas 2:01,34. Został także srebrnym medalistą rozgrywanych w Bari igrzysk śródziemnomorskich, w konkurencji 200 m st. grzbietowym. W konkurencjach pływackich stylem grzbietowym na dystansie 100 i 200 m brał udział w ramach mistrzostw globu na basenie 25 m w Atenach, jak również mistrzostw Europy na basenie 50 m w Helsinkach – na basenie 25 m zajął odpowiednio 7. i 4. pozycję, natomiast na normalnym basenie zajmował w obu wymienionych wcześniej konkurencjach tą samą 6. pozycję.
Na igrzyskach olimpijskich w Sydney, także startował w konkurencjach 100 i 200 m st. grzbietowym. Zajął w nich odpowiednio 18. pozycję (z czasem 56,26) oraz 9. pozycję (z rezultatem czasowym wynoszącym 1:59,85).
W 2001 został dwukrotnym medalistą igrzysk śródziemnomorskich, na tych zawodach wywalczył złoty medal w konkurencji 200 m st. grzbietowym, a także srebrny medal w konkurencji 4 × 100 m st. zmiennym. W 2002 otrzymał tytuł wicemistrza świata (na basenie 25 m) w konkurencji 200 m st. grzbietowym oraz brązowy medal mistrzostw Europy w tejże konkurencji.
W 2008 na igrzyskach olimpijskich wystąpił w konkurencji 100 m st. grzbietowym, gdzie odpadł w eliminacjach, uzyskując w tej fazie rezultat 55,89 i zajmując ostatecznie 34. pozycję.

## Rekordy życiowe
| Konkurencja               | Data              | Miejsce           | Rezultat   |
| Basen 50 m                | Basen 50 m        | Basen 50 m        | Basen 50 m |
| ------------------------- | ----------------- | ----------------- | ---------- |
| 100 m stylem dowolnym     | 12 lipca 1998     | Radovljica        | 56,49      |
| 50 m stylem grzbietowym   | 10 czerwca 2007   | Kranj             | 25,78      |
| 50 m stylem grzbietowym   | 2 sierpnia 2007   | Paryż             | 25,78      |
| 100 m stylem grzbietowym  | 28 lipca 2007     | Zagrzeb           | 54,67      |
| 200 m stylem grzbietowym  | 2 sierpnia 2002   | Berlin            | 1:58,45    |
| 4 × 200 m stylem dowolnym | 21 lipca 1996     | Atlanta           | 7:43,69    |
| Basen 25 m                |                   |                   |            |
| 50 m stylem dowolnym      | 17 lutego 2007    | Rijeka            | 24,62      |
| 50 m stylem grzbietowym   | 14 lipca 2007     | Sisak             | 24,10      |
| 100 m stylem grzbietowym  | 24 listopada 2007 | Zagrzeb           | 51,82      |
| 200 m stylem grzbietowym  | 9 grudnia 2004    | Wiedeń            | 1:55,27    |
| 4 × 100 m stylem dowolnym | 2 grudnia 1993    | Palma de Mallorca | 3:22,68    |
| 4 × 50 m stylem zmiennym  | 11 grudnia 2008   | Rijeka            | 1:34,68    |
| 4 × 100 m stylem zmiennym | 7 kwietnia 2002   | Moskwa            | 3:34,13    |

Źródło: 